# ПромТрансБанк
«Промтрансбанк» — универсальный российский коммерческий банк.
Полное наименование — Промтрансбанк (Общество с ограниченной ответственностью), короткое наименование — Банк ПТБ (ООО) . Штаб-квартира находится в городе Уфе. Банк ПТБ является единственным региональным банком Башкортостана.

## Собственники и руководство
По данным раскрываемой отчетности (от 29.05.2015) , основным владельцем «Промтрансбанка» выступает его председатель совета директоров Ильдар Мухаметдинов, который напрямую и через ООО «Промфинтранс» контролирует 95,77 % долей банка. Среди миноритариев Марина Юрковская (1,75 %).

## История
ООО «Промышленно-Транспортный Банк» образован в 1993-м году. Первое направление в деятельности банка — это работа с облигациями российских и зарубежных эмитентов. Вторым важным направлением в деятельности кредитной организации является розничный бизнес. Более 94 % в капитале банка принадлежит председателю его совета директоров Ильдару Мухаметдинову.
ООО «Промышленно-Транспортный Банк» образован в конце 1993 года в столице Башкирии Уфе под именем Банк «Кембрий». В 2001 году получил современное наименование — «Промышленно-Транспортный банк» (ООО «Промтрансбанк»). В том же году Промтрансбанку была выдана лицензия на привлечение во вклады денежных средств физических лиц, после чего банк начал активно привлекать депозиты населения, составляющие ныне почти половину источников средств кредитной организации. В 2007 году Промтрансбанк стал профучастником рынка ценных бумаг, где активно работает в настоящее время.
ООО «Промтрансбанк» (ПТБ) — универсальный банк, обладающий высокой финансовой надежностью и имеющий почти двадцатилетний опыт работы. ПТБ имеет расширенную лицензию ЦБ РФ № 2638 от 22.03.2001, является профессиональным участником рынка ценных бумаг, осуществляет лицензированную депозитарную, брокерскую и дилерскую деятельность, а также деятельность по управлению ценными бумагами. Участник системы обязательного страхования вкладов.
С 2008 по 2012 год ПТБ показал самый высокий относительный прирост чистых активов среди банков Башкортостана (без сделок по слиянию/поглощению), поднявшись за 4 года в общероссийском рейтинге по данному показателю на 173 место. За указанный период по темпам прироста позиций в этом рейтинге ПТБ вошел в топ-50 среди почти тысячи банков России.
В апреле 2014 года ПТБ внес изменения в свои полное и короткое наименования. Полное фирменное наименование Банка стало ПромТрансБанк (Общество с ограниченной ответственностью), а сокращенное – Банк ПТБ (ООО).
ПТБ — участник основных государственных программ. Банк предоставляет возможность гражданам использовать средства материнского капитала на улучшение жилищных условий семьи; реализует госпрограмму образовательного кредитования.
В целях развития системы кредитования малого бизнеса Республики Башкортостан, создания благоприятных условий и расширения доступа субъектов малого предпринимательства к финансовым ресурсам ПТБ сотрудничает с «Центром микрофинансирования РБ» и Фондом развития и поддержки малого предпринимательства РБ.
15 ноября 2018 года банк получил базовую лицензию на осуществление банковских операций, предусматривающую упрощенное регулирование.
Начиная с 2020 года, Банк ПТБ неоднократно становился финалистом Всероссийского конкурса «Лучшая банковская программа для МСП» Национальной премии в области предпринимательской деятельности Золотой Меркурий Торгово-промышленной палатой России за уникальные продукты, разработанные специально для малого бизнеса. В 2021 году банк стал лауреатом республиканского конкурса «Лучшие товары Башкортостана» и дипломантом Всероссийского конкурса «Лучшие товары России 2021» в номинации «Услуги для населения» за кредит на потребительские нужды с использованием персонального кредитного рейтинга.
Территориальная сеть банка включает 17 отделений в городах Республики Башкортостан и офис в г. Москва (на 12 января 2023). 
Банк ПТБ является единственным региональным банком Башкортостана.
15 апреля 2025 года ЦБ отозвал лицензию у «Промтрансбанка» из Уфы. Он занимал 177 место по величине активов в российской банковской системе.
Банк России принял такое решение в соответствии с п.п. 6 и 6.1 части первой ст. 20 Федерального закона «О банках и банковской деятельности», руководствуясь тем, что кредитная организация Банк ПТБ (ООО):
- нарушала федеральные законы, регулирующие банковскую деятельность, а также нормативные акты Банка России, в связи с чем регулятором в течение последних 12 месяцев неоднократно применялись к ней меры, в том числе вводились ограничения на привлечение средств вкладчиков3;
- допускала нарушения требований законодательства в области противодействия легализации (отмыванию) доходов, полученных преступным путем, и финансированию терроризма.

Банк России также аннулировал лицензию на осуществление Банком ПТБ (ООО) профессиональной деятельности на рынке ценных бумаг.
Приказом Банка России от 15.04.2025 № ОД-664 в кредитную организацию назначена временная администрация, функции которой возложены на ГК «АСВ». Временная администрация будет действовать до момента назначения конкурсного управляющего либо ликвидатора. Полномочия исполнительных органов кредитной организации в соответствии с федеральными законами приостановлены.

## Деятельность
ПТБ осуществляет все основные виды банковских операций, представленных на рынке финансовых услуг, включая обслуживание частных и корпоративных клиентов, инвестиционный банковский бизнес, торговое финансирование, управление активами. Банк осуществляет функции агента валютного контроля внешнеторговых операций клиентов, осуществляющих внешнеэкономическую деятельность, в соответствии с действующим законодательством Российской Федерации. ПТБ проводит конверсионные операции, в том числе безналичные операции по покупке/продаже иностранной валюты, предлагает услуги по оформлению паспортов сделок, оказанию информационно-консультационной помощи на всех этапах реализации внешнеторговой сделки.

## Рейтинги
С 2008 по 2012 год ПТБ показал самый высокий относительный прирост чистых активов среди банков Башкортостана (без сделок по слиянию/поглощению), поднявшись за 4 года в общероссийском рейтинге по данному показателю на 173 место. За указанный период по темпам прироста позиций в этом рейтинге ПТБ вошел в топ-50 среди почти тысячи банков России.
По итогам 2011 года «Промтрансбанк» вошел в TOP-500 лучших розничных банков, составленный агентством «РБК.Рейтинг». ПТБ стал первым среди региональных банков республики по количеству выданных ипотечных кредитов и продемонстрировал максимальный прирост объема ипотечного кредитования. Банк в лидерах по выдаче автокредитов и беззалоговых потребительских кредитов.
По итогам I квартала 2012 года банк занял 180 строчку в TOP-500 самых прибыльных банков России из почти тысячи оцениваемых в рейтинге кредитных организаций.
Существенный прирост прибыли вызван значительным увеличением объема бизнеса банка и внедрением новых эффективных технологий. Банк проводит целенаправленную работу по повышению доступности кредитных продуктов, расширению ассортимента услуг и снижению себестоимости операций.
Все это в сочетании с гибким подходом в отношениях с клиентами обеспечивает высокую рентабельность активов и капитала банка, а также стабильный рост других экономических показателей.
По данным «РБК.Рейтинг» на 1 апреля 2012 года ПТБ входит в 500 крупнейших банков России по величине чистых активов. Прирост объемных показателей Банка на эту дату за последние 12 месяцев по данным агентства составил:
— общего кредитного портфеля на 45,48 %;
— кредитов физических лиц на 56,88 %;
— общего депозитного портфеля на 50,02 %;
— депозитов юридических лиц на 56,44 %;
— депозитов физических лиц на 45,38 %.
По данным Национального рейтингового агентства на 1 мая 2012 г. коэффициент ликвидности Банка составил 1,08. ПТБ входит в группу наиболее ликвидных банков РФ, имеет высокую платежеспособность и способность отвечать по собственным обязательствам..
По итогам 2021 года размер активов составил  13,6 млрд рублей. По этому показателю ПТБ находится на 164-м месте рейтинга российских кредитных организаций РФ. Чистая прибыль по итогам 2021 года составляла 364,7 млн рублей (128-е место в РФ). По объему розничного кредитного портфеля по итогам 2021 года ПТБ занял 94-ю позицию в РФ.

## Награды
25 января 2012 года Президент Республики Башкортостан Рустэм Хамитов вручил председателю наблюдательного совета ПТБ благодарственное письмо за заслуги в области экономики и многолетний добросовестный труд в банковской системе.
Начиная с 2020 года, Банк ПТБ неоднократно становился финалистом Всероссийского конкурса «Лучшая банковская программа для МСП» Национальной премии в области предпринимательской деятельности Золотой Меркурий Торгово-промышленной палатой России за уникальные продукты, разработанные специально для малого бизнеса. В 2021 году банк стал лауреатом республиканского конкурса «Лучшие товары Башкортостана» и дипломантом Всероссийского конкурса «Лучшие товары России 2021» в номинации «Услуги для населения» за кредит на потребительские нужды с использованием персонального кредитного рейтинга.
В 2022 году Банк ПТБ представил на Всероссийском конкурсе «Лучшая банковская программа для МСП - 2022» в рамках Национальной премии в области предпринимательской деятельности «Золотой Меркурий» собственные кредитные программы для малого бизнеса с плавающей ставкой и завоевал победу в номинации «Стабильность и эффективность».